# Yiruma
Lee Ru-ma, korejski skladatelj in pianist, * 15. februar 1978, Seul, Južna Koreja.
Klavir je pričel igrati s petimi leti, pri enajstih se je preselil v London, da bi obiskoval šolo za mlade glasbenike (The Purcell School of Music). Do leta 2006 je imel dvojno državljanstvo, britansko in južnokorejsko, potem pa se je odpovedal britanskemu, da bi služil južnokorejski vojski.
Najbolj poznana dela so "River Flows in You", "Kiss the Rain" in "May be". Njegov najbolj poznan album First Love je izšel leta 2001.

## Diskografija

### Albumi
| Naslov albuma                    | Leto izida |
| -------------------------------- | ---------- |
| Love Scene                       | 2001       |
| First Love                       | 2001       |
| Oasis & Yiruma                   | 2002       |
| From The Yellow Room             | 2003       |
| Nocturnal lights... they scatter | 2004       |
| Destiny of Love                  | 2005       |
| First Love [ponovni izid]        | 2005       |
| YIRUMA Live at HOAM Art Hall     | 2005       |
| POEMUSIC                         | 2005       |
| H.I.S. monologue                 | 2006       |
| P.N.O.N.I.                       | 2008       |
| Stay in Memory                   | 2012       |
| Healing Piano                    | 2013       |
| Blind Film                       | 2013       |
| Atmosfera - Yiruma Special Album | 2014       |
| Piano                            | 2015       |